# Луїза Фарранк

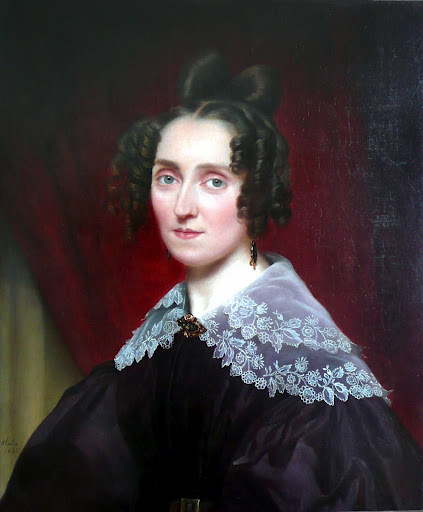

Луїза Фарранк (фр. Louise Farrenc, справжнє ім'я Жанна-Луїза Дюмон фр. Jeanne-Louise Dumont; 31 травня 1804, Париж — 15 вересня 1875, там само) — французька піаністка, композиторка і музичний педагог.

## Біографія
Луїза Дюмон народилася в сім'ї Жака-Едме Дюмона, відомого скульптора в четвертому поколінні (скульптором став і її брат Оґюст Дюмон). Рано виявила неабиякі художні здібності, з шести років займалася музикою, добре малювала. Навчалася фортеп'яної гри в Анн-Сесіль Сорьяно, учениці Муціо Клементі, потім навчалася в Паризькій консерваторії у Антоніна Рейха, пізніше займалася у Іґнаца Мошелеса і Йоганна Гуммеля. У 1821 році вийшла заміж за флейтиста Арістіда Фарранка (1794—1864), взяла його прізвище, концертувала разом з ним. Чоловік став імпресаріо піаністки, видавцем її творів.
Протягом 1820-х та початку 1830-х рр. Фарранк писала фортеп'янні п'єси для власного виконання, проте потім її творчий діапазон як композиторки поступово розширювався. У 1836 її Варіація на російську тему отримала високу оцінку Шумана. Три симфонії Фарранк з'явилися в 1843, 1846 і 1849 рр. Увагу фахівців привернули і її камерні ансамблі — зокрема, в прем'єрі нонету Фарранк в 1850 брав участь Йозеф Йоахім. Її творчість цінували Шуман, Берліоз, Шопен і Лист. У 1861 і 1869 рр. Фарранк отримала премію Академії мистецтв. Потрібно пам'ятати, що музичне життя Франції в цей період було зосереджене на театрі, звідси порівняно вузьке коло популярності симфонічних і камерних творів Луїзи Фарранк, при всій її обдарованості і високих оцінках знавців, — про це писав у своєму Всесвітньому біографічному словнику музикантів провідний музичний критик епохи Франсуа-Жозеф Феті.
У 1842—1872 рр. Луїза Фарранк викладала фортеп'яно в Паризькій консерваторії. Її донька Вікторина (1826—1859) закінчила консерваторію по класу фортеп'яно, кілька разів виступала разом з матір'ю; померла від туберкульозу. Після смерті доньки Луїза Фарранк кілька років не концертувала і більше вже не писала музики. Крім викладання, її основною справою стала підготовка багатотомної антології фортеп'янної музики Скарбниця піаністів (фр. Trésor des pianistes), що виходила в музичному видавництві, яке заснував її чоловік; всього вийшло 23 томи (перші сім були підготовлені разом з чоловіком), в їх складі відбувся ряд важливих публікацій, в тому числі перші видання ряду п'єс Карла Філіппа Емануеля Баха.

## Твори
В цілому спадщина Фарранк складає 49 нумерованих творів. Довгий час вони перебували в забутті, але в останні десятиліття її фортеп'янні й камерні твори активно виконуються — зокрема, її тріо і квінтети записав німецький ансамбль Лінос. Оркестром Північнонімецького радіо під керуванням Йоганнеса Ґорицького записані її увертюри і симфонії (2004). У тому ж році тріо Фарранк виконав російський ансамбль Opus 11. У 2005 ретроспектива її робіт була представлена в концертній авдиторії Лувру.

## Вибрані музичні твори
- Brilliant Variations on a Theme by Aristide Farrenc, тв. 2 (1824)
- Overture No. 1 in E minor, тв. 23 (1834)
- Overture No. 2 in E flat major, тв. 24 (1834)
- Varied Russian Hymn, тв. 27 (1838)
- Блискучі варіації, тв.15
- Блискучий вальс, тв.48
- Ноктюрн
- Нонет для струнних та духових мі-бемоль мажор, тв.38 (1849)
- Російські варіації, тв.17
- Симфонія № 1
- Симфонія № 2 Ре мажор, ор.35.
- Симфонія № 3
- Тріо для кларнета, віолончелі та фортеп'яно, тв.44
- Фортеп'янний квінтет No. 1 Ля мінор
- Фортеп'янний квінтет No. 2